# هابارد (ایندیانا)
هابارد (به انگلیسی: Hubbard) یک منطقهٔ مسکونی در ایالات متحده آمریکا است که در ایندیانا واقع شده‌است. هابارد ۲۲۱ متر بالاتر از سطح دریا واقع شده‌است.